# Giraculs
Giraculs és un paratge de costers de muntanya del terme municipal de l'Estany, a la comarca del Moianès.
Està situat a tocar, al sud-oest, del nucli urbà de l'Estany, ran de la Sagrera. S'hi origina el torrent de Giraculs, que va a afluir en el Riu Sec. És a llevant de l'extrem meridional del Serrat del Masot, al nord-est dels Solells del Masot i al nord de Cal Parrella.